# Api Claudi Pulcre (cònsol 212 aC)
Api Claudi Pulcre (llatí: Appius Claudius P. f. App. n. Pulcher) va ser un magistrat romà. Era fill de Publi Claudi Pulcre, el primer a portar el cognomen Pulcre.
Va ser edil curul l'any 217 aC i tribú militar el 216 aC, quan va lluitar en la batalla de Cannes i junt amb Publi Corneli Escipió va dirigir les tropes romanes que van fugir a Canusium.
Va ser nomenat pretor el 215 aC i va dirigir un exèrcit a Sicília intentant trencar l'aliança de Jerònim de Siracusa, net de Hieró II, amb els cartaginesos, però sense èxit. L'any 214 aC seguia a Sicília com a propretor i legat de Claudi Marcel amb el comandament de la flota i de les forces romanes a Leontins.
L'any 212 aC va ser cònsol juntament amb Quint Fulvi Flac i junts van assetjar Càpua. Al final de l'any va dirigir els comicis per l'elecció dels nous cònsols, però el seu comandament va ser prorrogat un any més. En una batalla amb Hanníbal als afores de Càpua (Segona batalla de Càpua, 211 aC) el van ferir i va morir poc després de la rendició de la ciutat, sense poder oposar-se a la sagnant venjança que, contra el seu criteri, l'altre cònsol, Fulvi, va fer contra els capuans.